# Fra Angelico
Guido di Pietro, más conocido como Fra Angelico o Fray Angélico, O. P. (Vicchio, provincia de Florencia, hacia 1395-Roma, 18 de marzo de 1455), fue un pintor cuatrocentista italiano que supo combinar la vida de fraile dominico con la de pintor consumado. Fue beatificado por Juan Pablo II en 1982.
El artista no fue conocido en vida como Fra Angelico; este sobrenombre le fue dado de forma póstuma, por su religiosidad.

## Primeros años

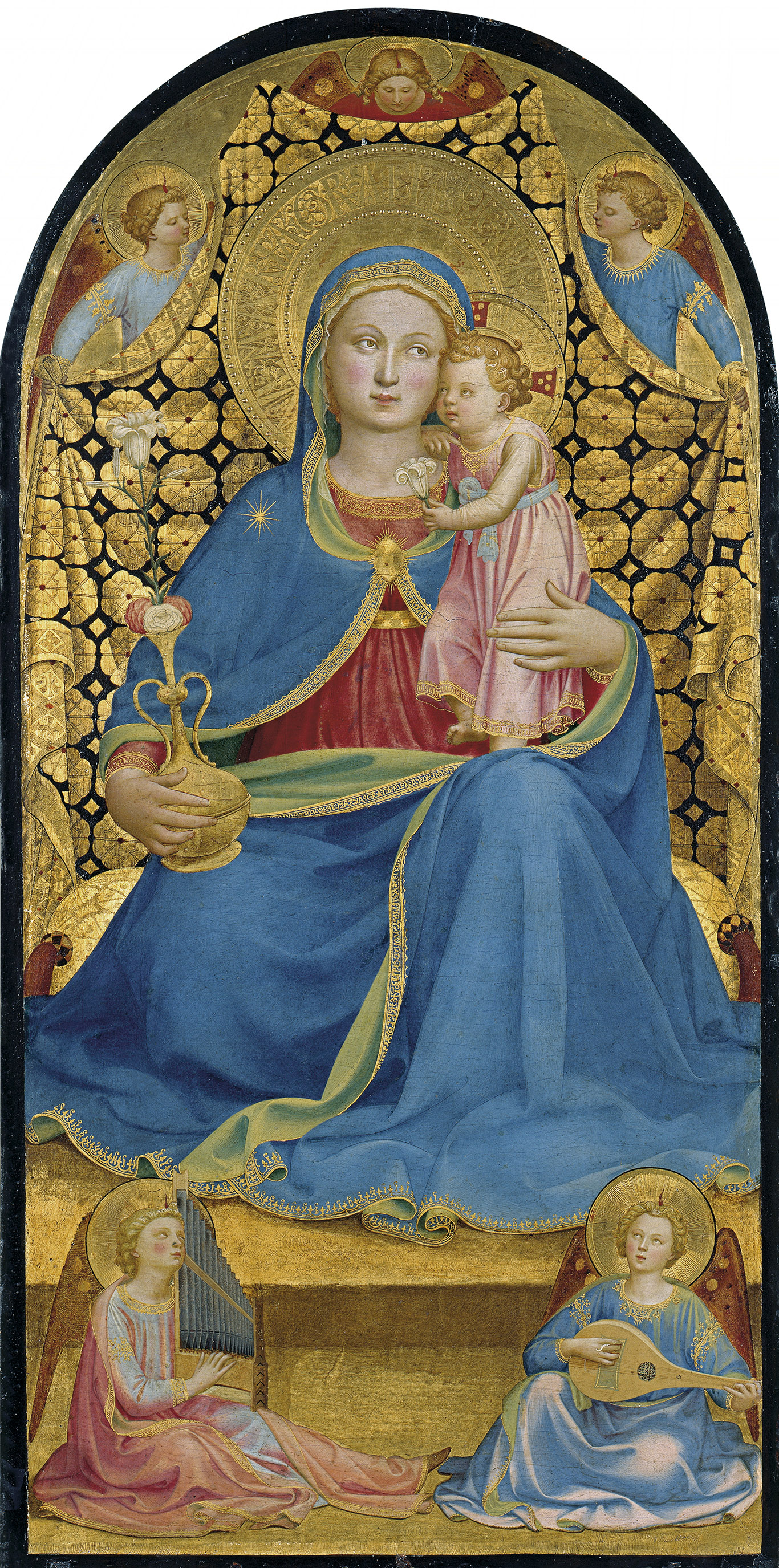
Virgen de la Humildad (Museo Thyssen-Bornemisza, en depósito en el MNAC de Barcelona).

Su nombre secular era Guido di Pietro da Mugello y nació en Vicchio, región de Toscana. Aunque se desconoce quién fue su maestro, se cree que comenzó su carrera artística como iluminador de misales y otros libros religiosos. Después empezó a pintar retablos y tablas. En 1417 ya se dedicaba a la pintura de arte sacro. En 1420 entró en un convento dominico a las afueras de Fiesole con su hermano Benedetto. En 1423 ya había profesado como fraile. Tomó el nombre religioso de Giovanni di San Domenico (Juan de Santo Domingo).
Entre las obras importantes de sus comienzos se cuentan la Madonna de la Estrella (c. 1428-1433, San Marcos, Florencia), el Retablo de Fiesole (aún conservado en dicho convento, si bien muy modificado por Lorenzo di Credi) y su predela, Cristo en la gloria rodeado de santos y de ángeles (National Gallery, Londres), en la cual aparecen pintadas más de 250 figuras diferentes. También a ese periodo pertenecen dos obras tituladas La coronación de la Virgen (San Marcos y Museo del Louvre, París) y El juicio universal (San Marcos). La madurez de su estilo se aprecia por primera vez en la Madonna dei Linaioli (1433, San Marcos), en donde pinta una serie de doce ángeles tocando instrumentos musicales.
En 1436, los dominicos de Fiesole se trasladaron al convento de San Marcos de Florencia, que acababa de ser reconstruido por Michelozzo. Fra Angelico, a veces con ayudantes, pintó numerosos frescos en el claustro, la sala capitular y las entradas a las veinte celdas de los frailes de los corredores superiores. Los más impresionantes son La crucifixión, Cristo peregrino y La transfiguración. El retablo que hizo para San Marcos (c. 1439) es una de las primeras representaciones de lo que se conoce como «sacra conversación»: la Virgen acompañada de ángeles y santos que parecen compartir un espacio común. Allí pintó una Anunciación.

## Etapa romana
En 1445, Fra Angelico fue llevado a Roma por el papa Eugenio IV para pintar unos frescos en la capilla del Sacramento del Vaticano, hoy desaparecida. En 1447, pintó los frescos de la catedral de Orvieto junto con su discípulo Benozzo Gozzoli.
Sus últimas obras importantes, los frescos realizados en el Palacio Apostólico para decorar la Capilla Nicolina, representan episodios de las vidas de san Lorenzo y de san Esteban (1447-1449), y probablemente hayan sido pintados por ayudantes a partir de diseños del maestro. Desde 1449 hasta 1452, Fra Angelico fue el prior de su convento de Fiesole.
Su último encargo fue la decoración con frescos del claustro del convento de Santa María sobre Minerva, que era el principal convento dominico de Roma. El programa iconográfico fue diseñado por Juan de Torquemada, a quien Fra Angelico ya conocía desde la estancia de este en Florencia en la década de 1430. Estas pinturas no se han conservado. Murió en aquel convento el 18 de febrero de 1455 y fue enterrado en una capilla de la basílica.

## Su obra

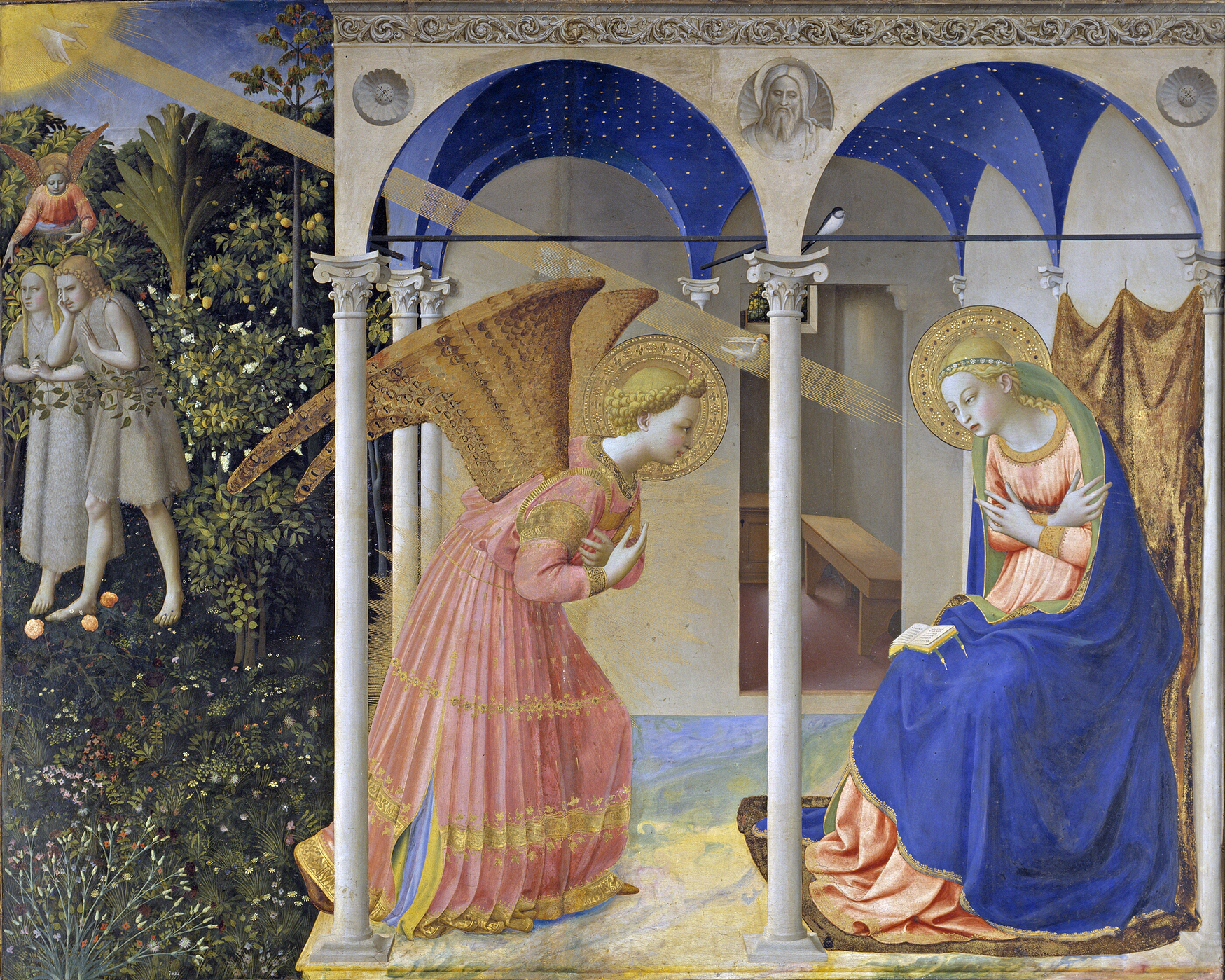
La Anunciación (Museo del Prado, Madrid).

Fra Angelico combinó la elegancia decorativa del gótico, en particular del gótico internacional de Gentile da Fabriano, con el estilo más realista de otros maestros del Renacimiento, como el pintor Masaccio y los escultores Ghiberti y Donatello, que trabajaban en Florencia, y aplicó también las teorías sobre la perspectiva de León Battista Alberti.
Las expresiones de devoción en los rostros son muy logradas, así como la utilización del color, que consigue dar mayor intensidad emotiva a la obra.
Su maestría en la creación de figuras monumentales, en la representación del movimiento y en la capacidad para crear planos de profundidad a través de la perspectiva lineal, especialmente en los frescos realizados en Roma, lo confirman como uno de los pintores más importantes del primer Renacimiento.
Giorgio Vasari en su libro Vida de los mejores, pintores, escultores y arquitectos se refiere a él como Fra Giovanni Angelico, poseedor de un «raro y perfecto talento», y menciona que «nunca levantó el pincel sin decir una oración ni pintó el crucifijo sin que las lágrimas resbalaran por sus mejillas».

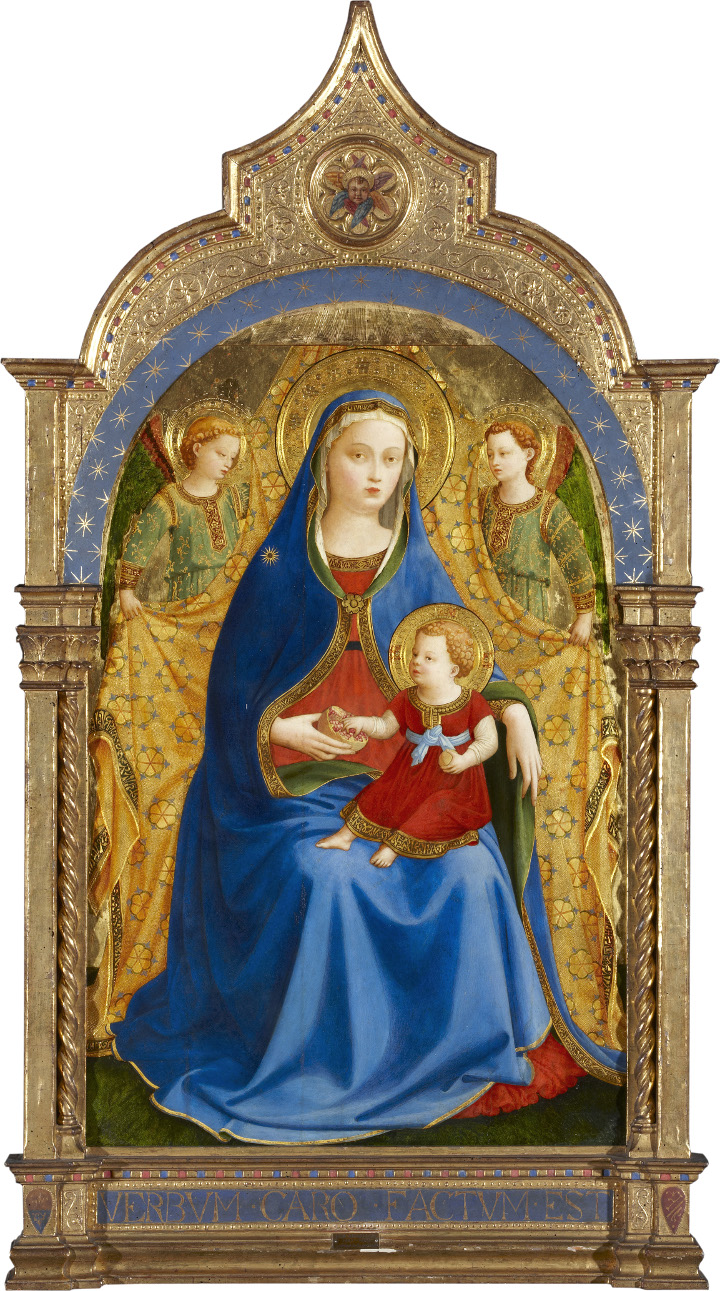
Virgen de la granada, Prado.

### Obras en España
En España se conservan tres obras seguras de Fra Angelico y otras dos recientemente atribuidas. En el Museo del Prado de Madrid se conservan dos de sus obras más representativas, ambas de una fase bastante temprana de su producción y que, por lo tanto, carecen de intervención de ayudantes. Sitúan al Prado entre las colecciones de referencia para conocer su arte.
La primera es el gran retablo de La Anunciación (1422-1426), realizado para el convento dominico de Fiesole, y presente en el museo desde su donación por la Corona española en 1861. Dicha obra fue regalada en Italia al primer duque de Lerma, valido del rey Felipe III, lo que explica su presencia en España dos siglos antes de que los primitivos italianos cobrasen estimación en el mercado internacional.
La segunda obra es la Virgen de la Granada adquirida en enero de 2016 por el Estado a su entonces propietario, el duque de Alba, y que data de 1426. La casa de Alba había conservado dicha obra en el palacio de Liria desde que Carlos Miguel Fitz-James Stuart y Silva la adquiriese en Florencia hacia 1817. El precio de compra de La Virgen de la Granada ascendió a 18 millones de euros, a pagar entre el Estado español (10 millones), el Museo del Prado (4) y la Fundación Amigos del Museo del Prado (4).
Esta operación de compra incluyó, además, la donación por el duque de Alba de una pequeña tabla procedente de una predela que los expertos de la pinacoteca madrileña han certificado también como obra salida del pincel del propio Fra Angelico, y en la que está representada una escena del entierro de San Antonio Abad, con lo que el Museo del Prado contaría con tres obras del artista italiano.
Por su parte, el Museo Thyssen-Bornemisza posee la Virgen de la Humildad, pintada ya en plena madurez del artista entre 1433 y 1435, que perteneció a los Thyssen desde 1935 hasta la compra de la colección Thyssen por el Estado español en 1993. Actualmente, se encuentra expuesta en el MNAC de Barcelona, cedida en depósito por el Museo Thyssen-Bornemisza.

## Galería

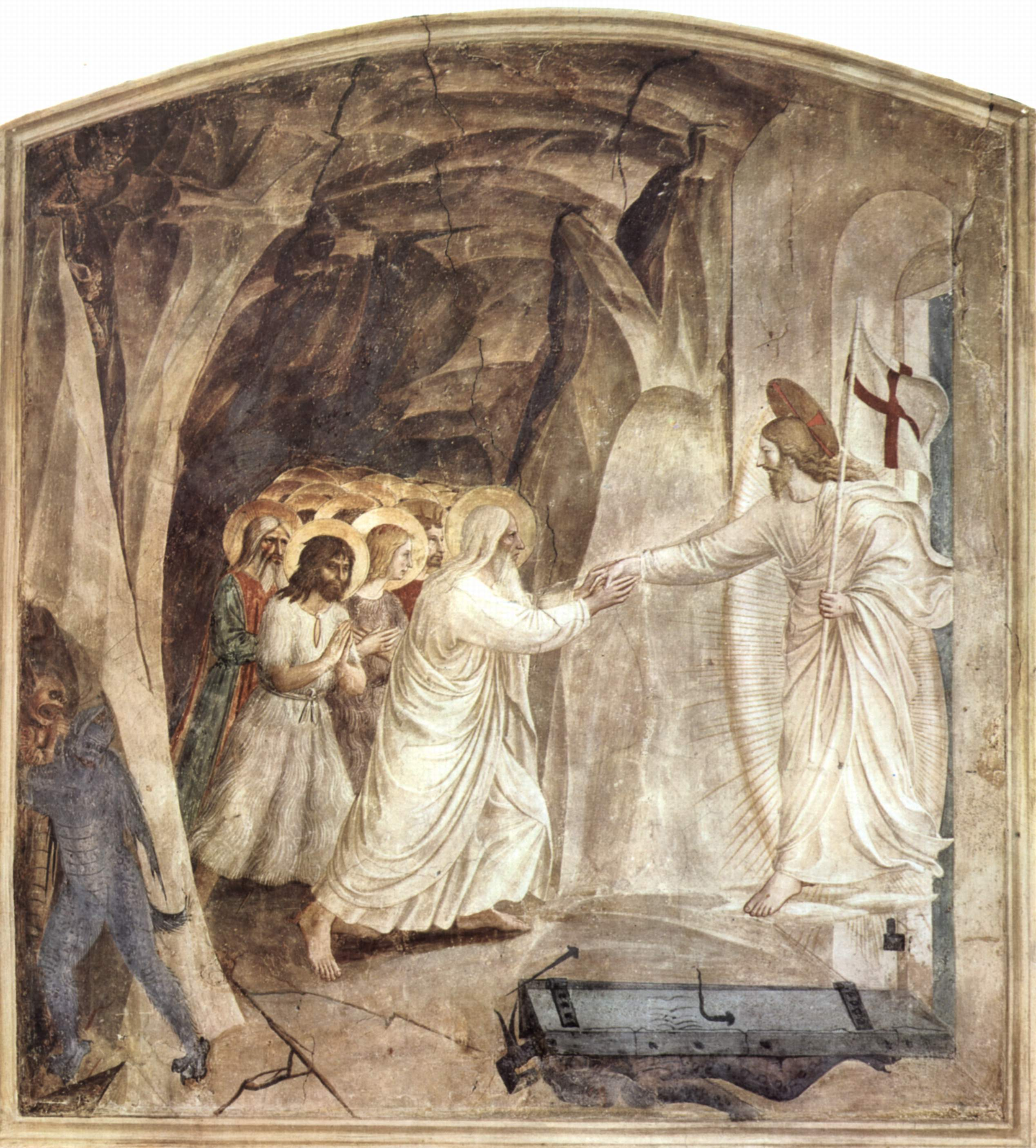
Cristo alcanza a Adán para rescatarlo del Inf., fresco de las celdas de San Marcos (c. 1440)
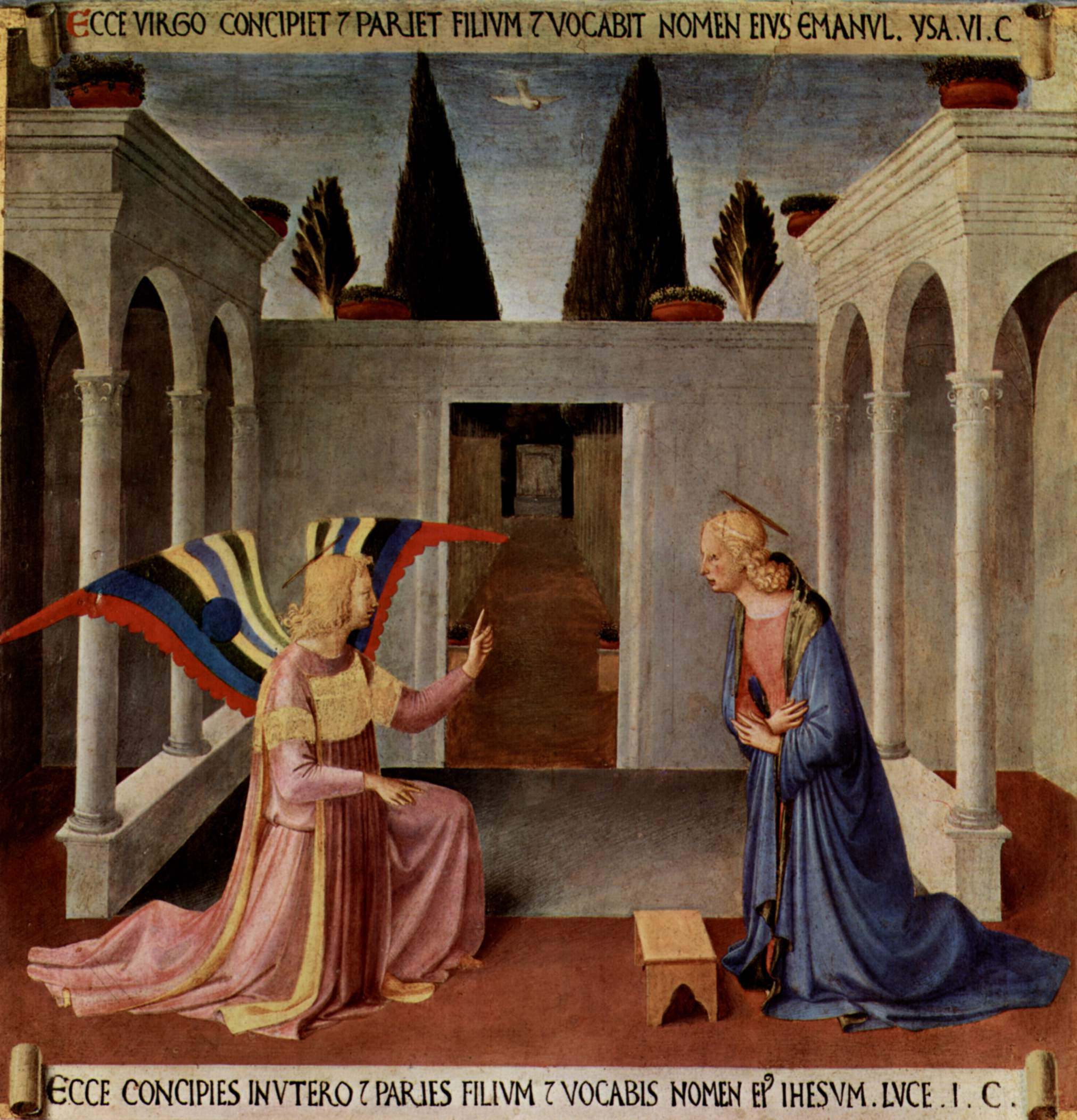
Anunciación (c. 1450)
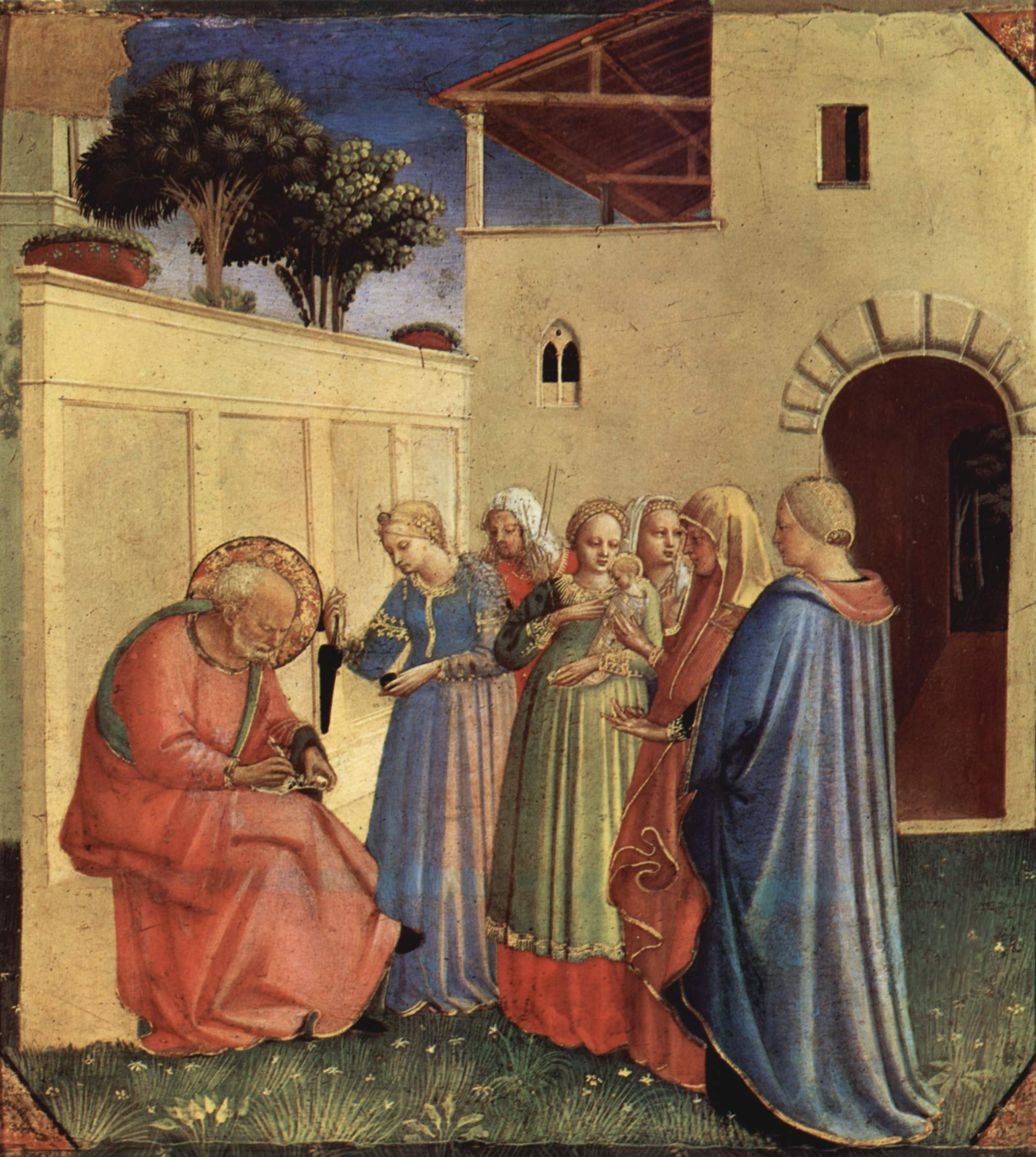
El nombre de San Juan Bautista (1434-1435)
Natividad (c. 1440-1460)
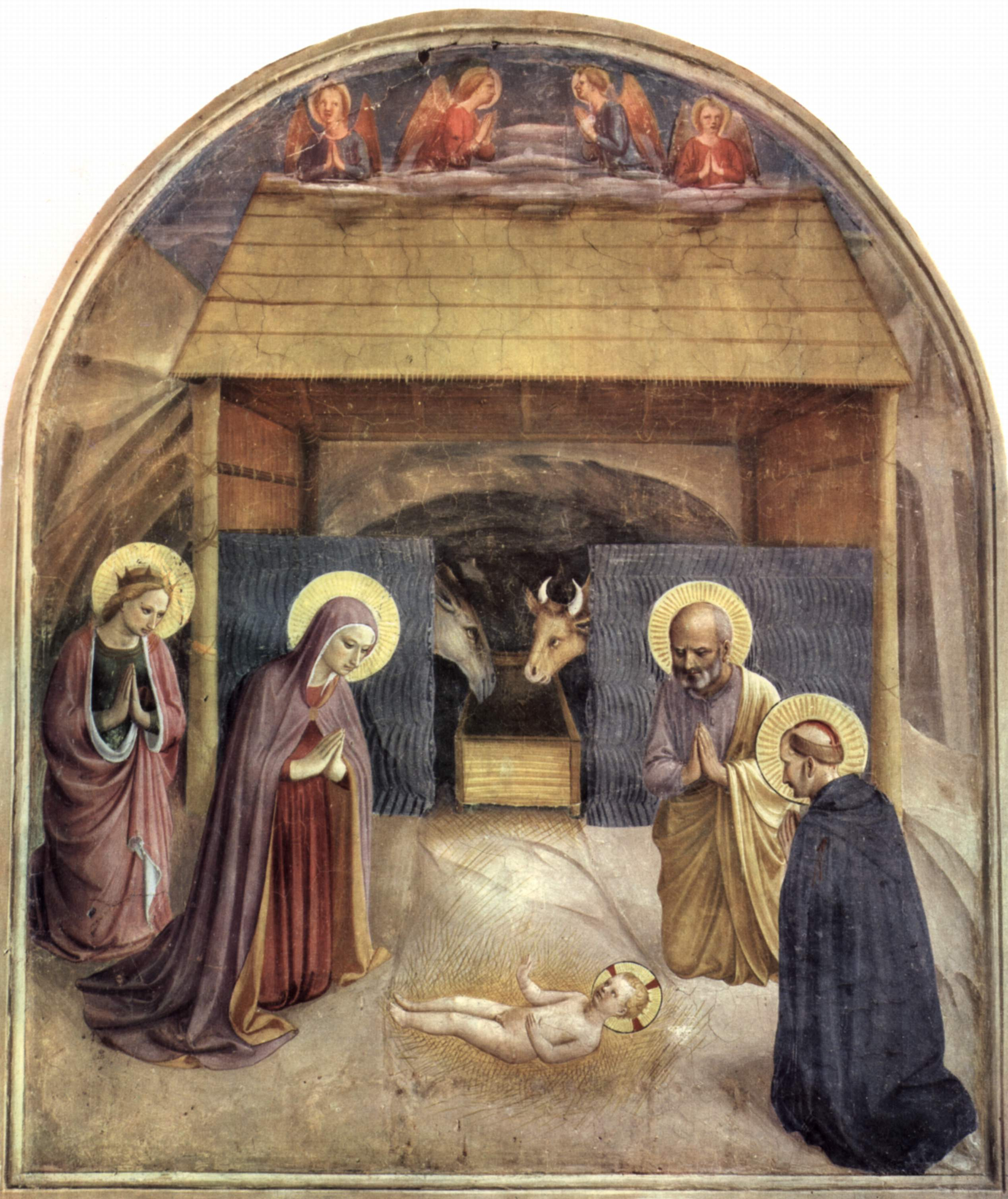
La adoración del Niño Jesús (c. 1440)
La huida a Egipto (c. 1450)
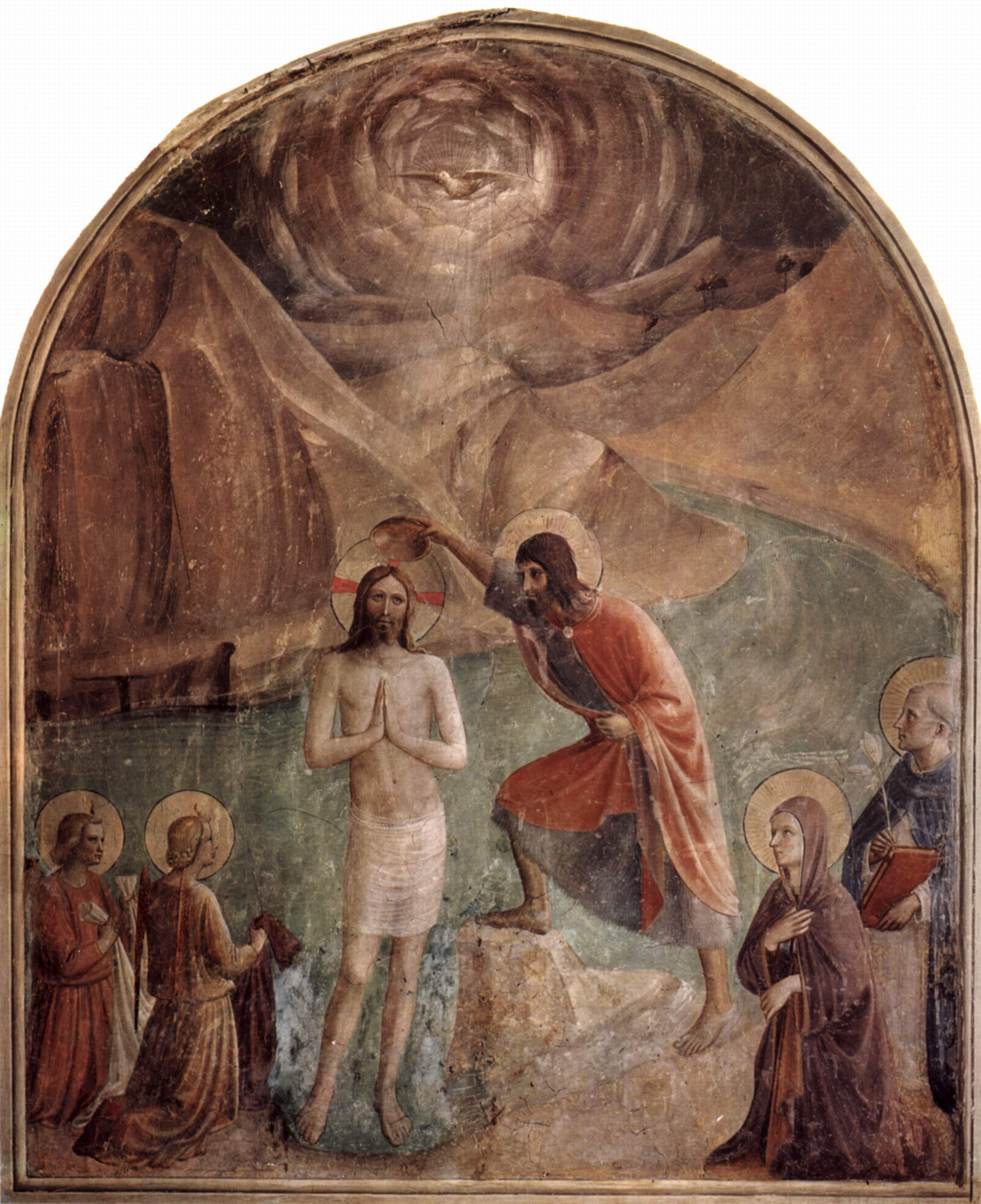
El bautismo de Cristo (c. 1437-1446)
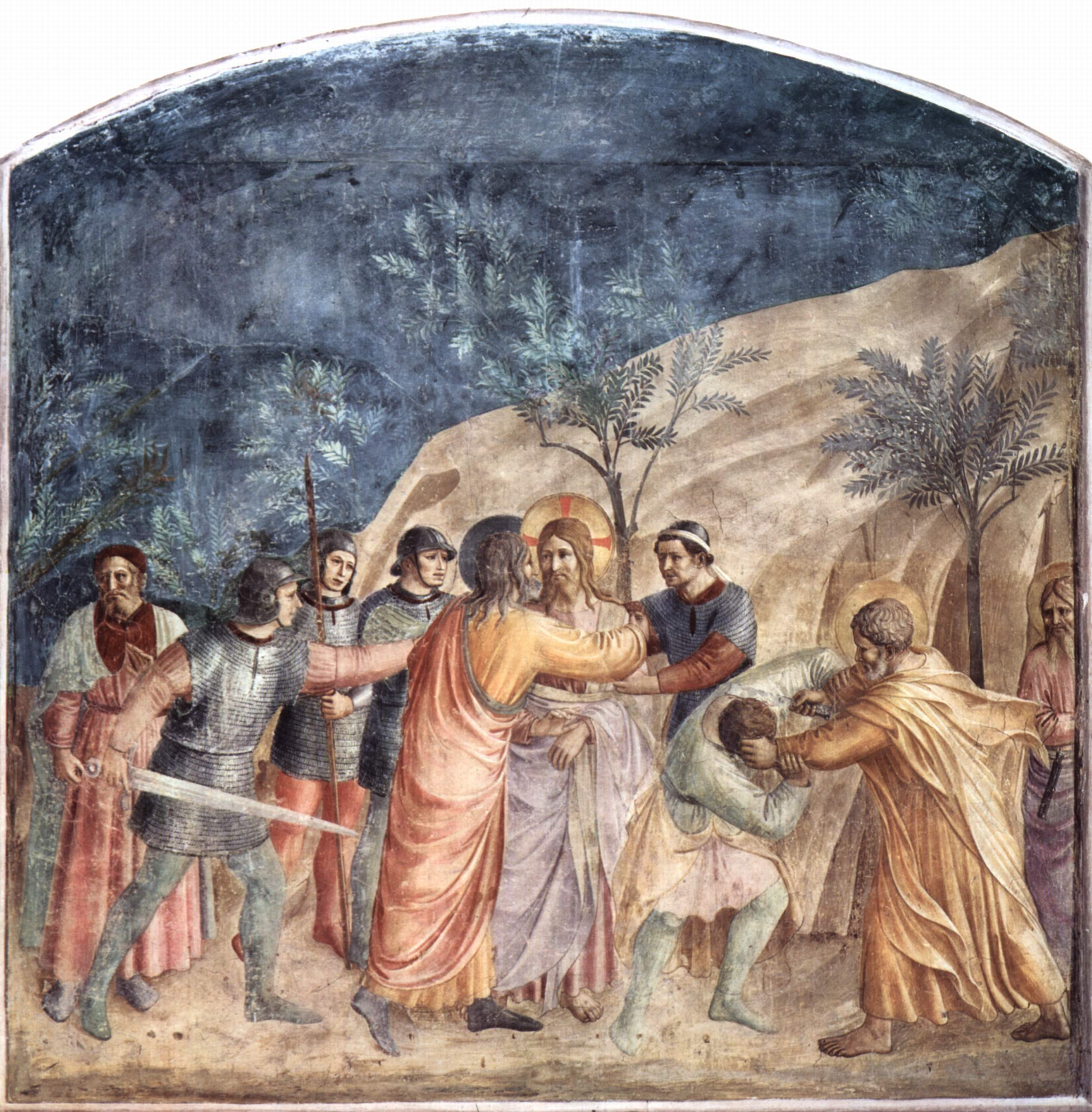
El prendimiento de Cristo (c. 1437-1446)
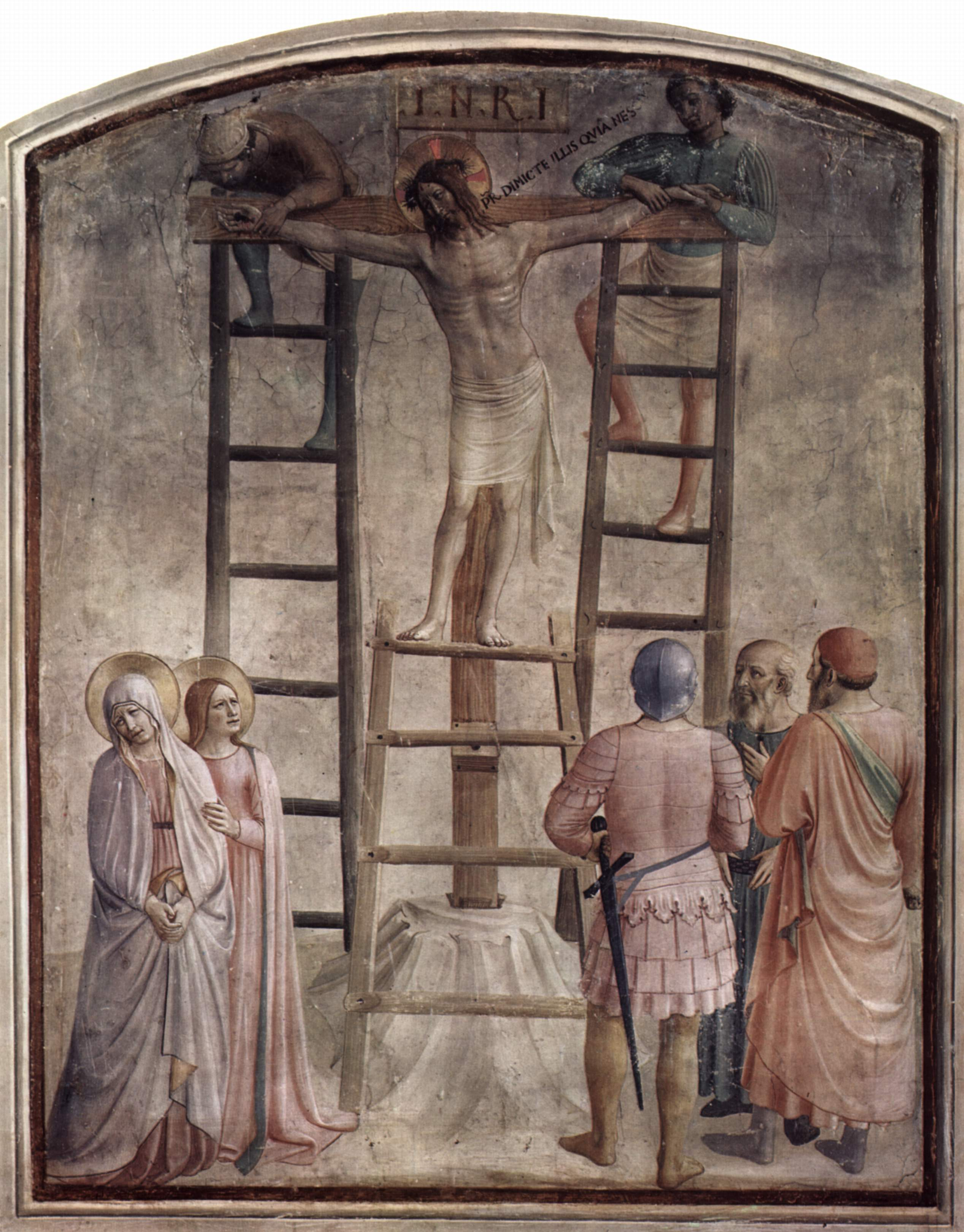
La crucifixión (c. 1437-1446)
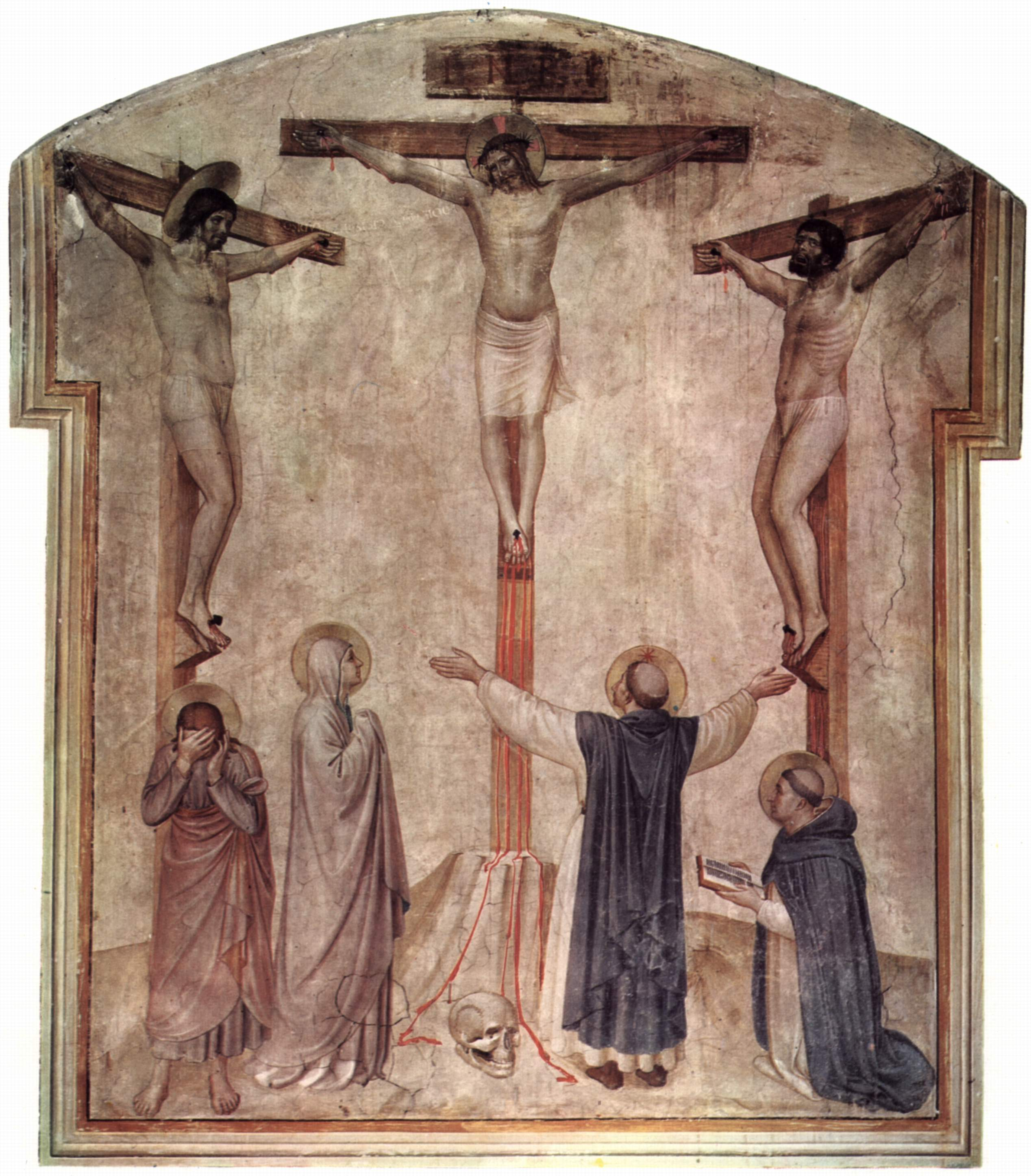
Cristo en la Cruz entre los dos ladrones (c. 1437-1446)
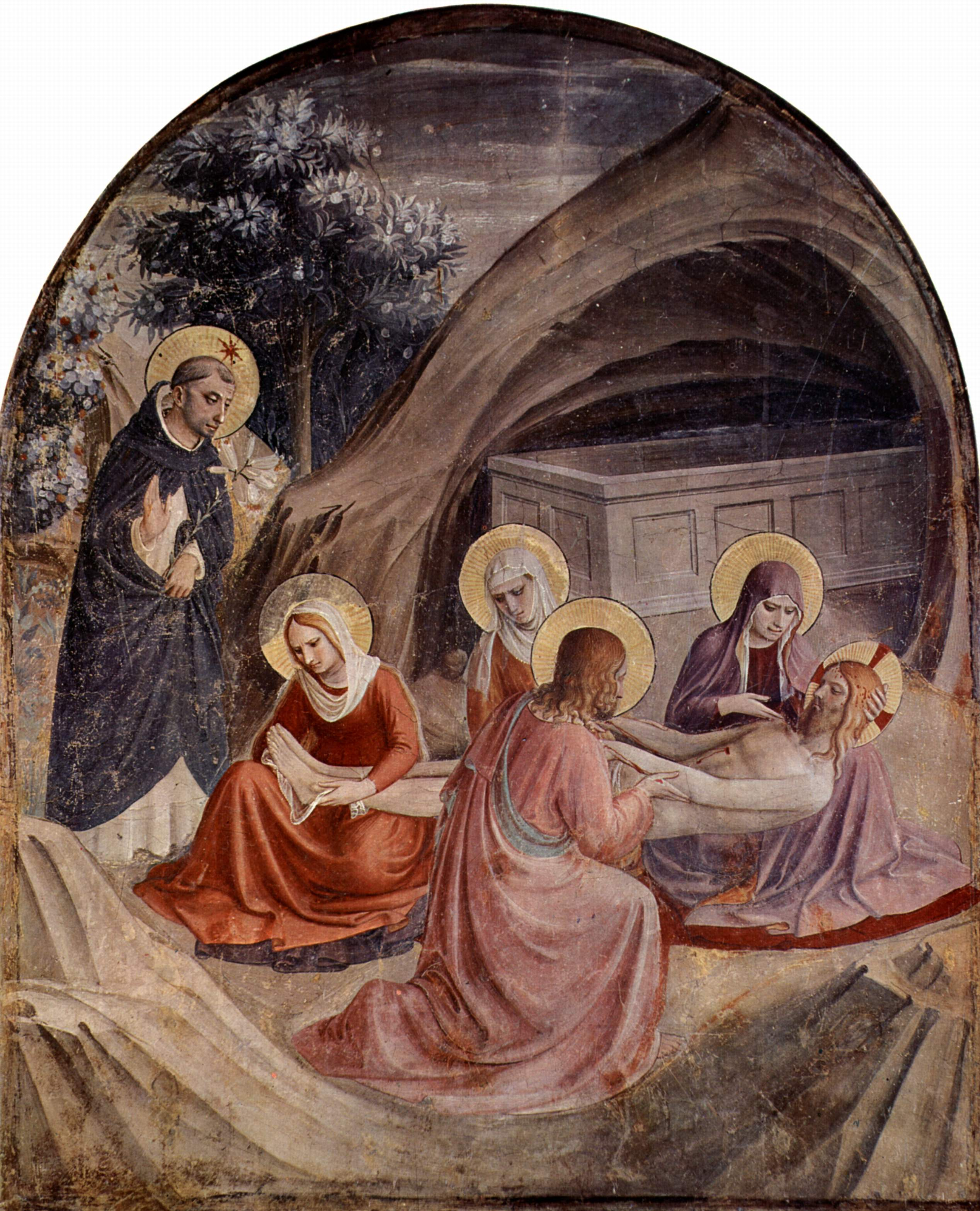
La deposición (c. 1437-1446)
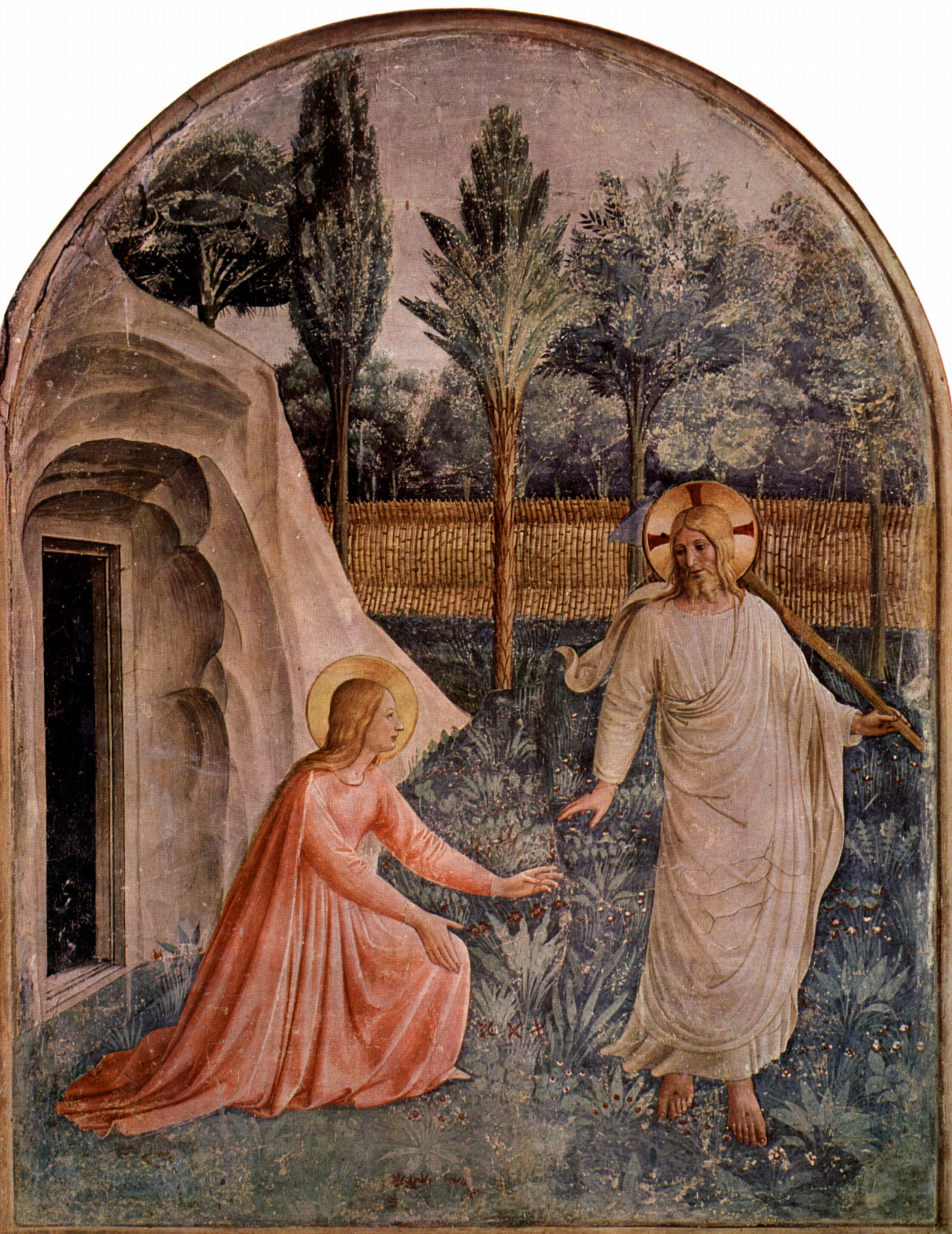
Noli me tangere (c. 1437-1446)
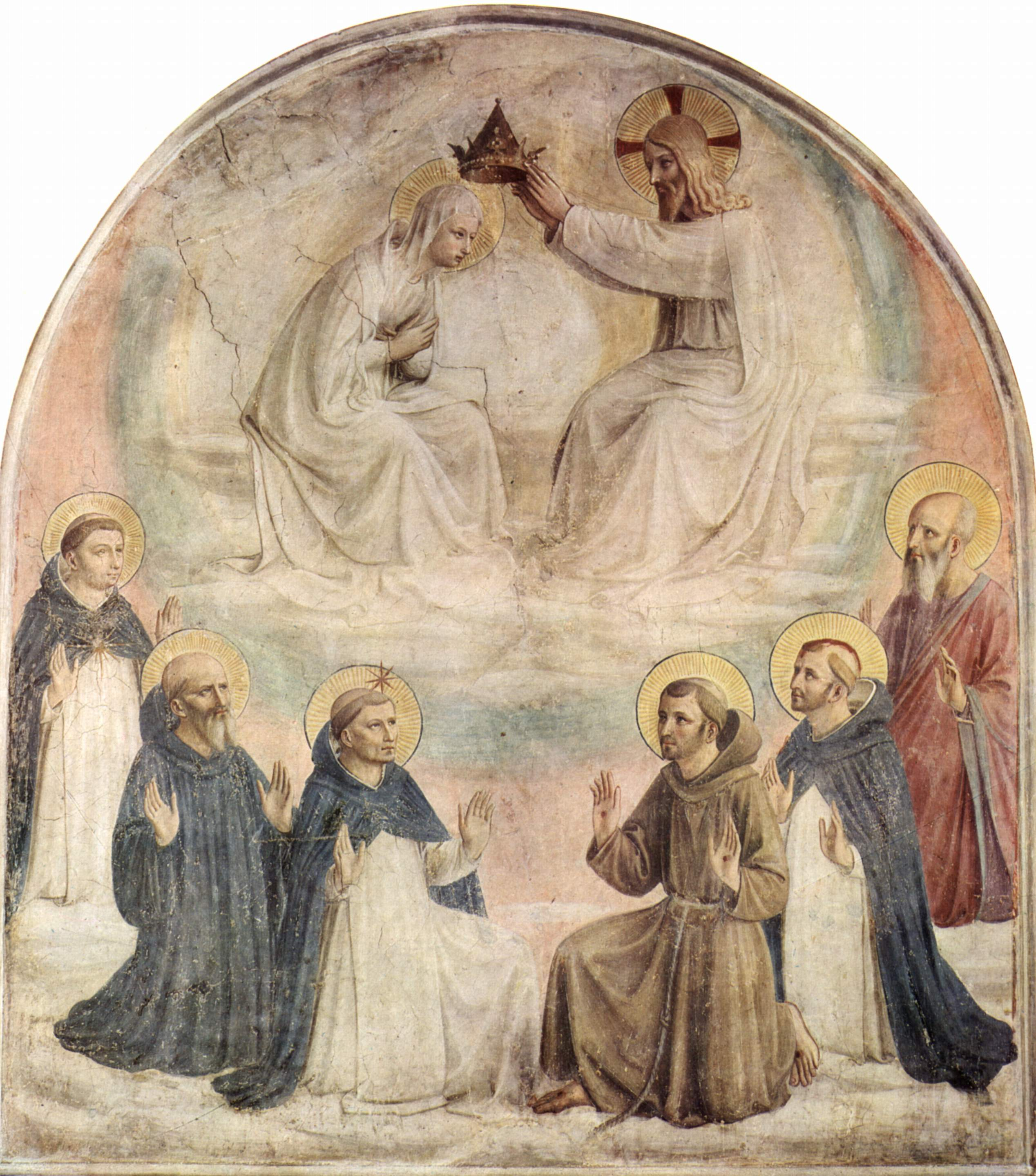
Coronación de la Virgen (c. 1437-1446)
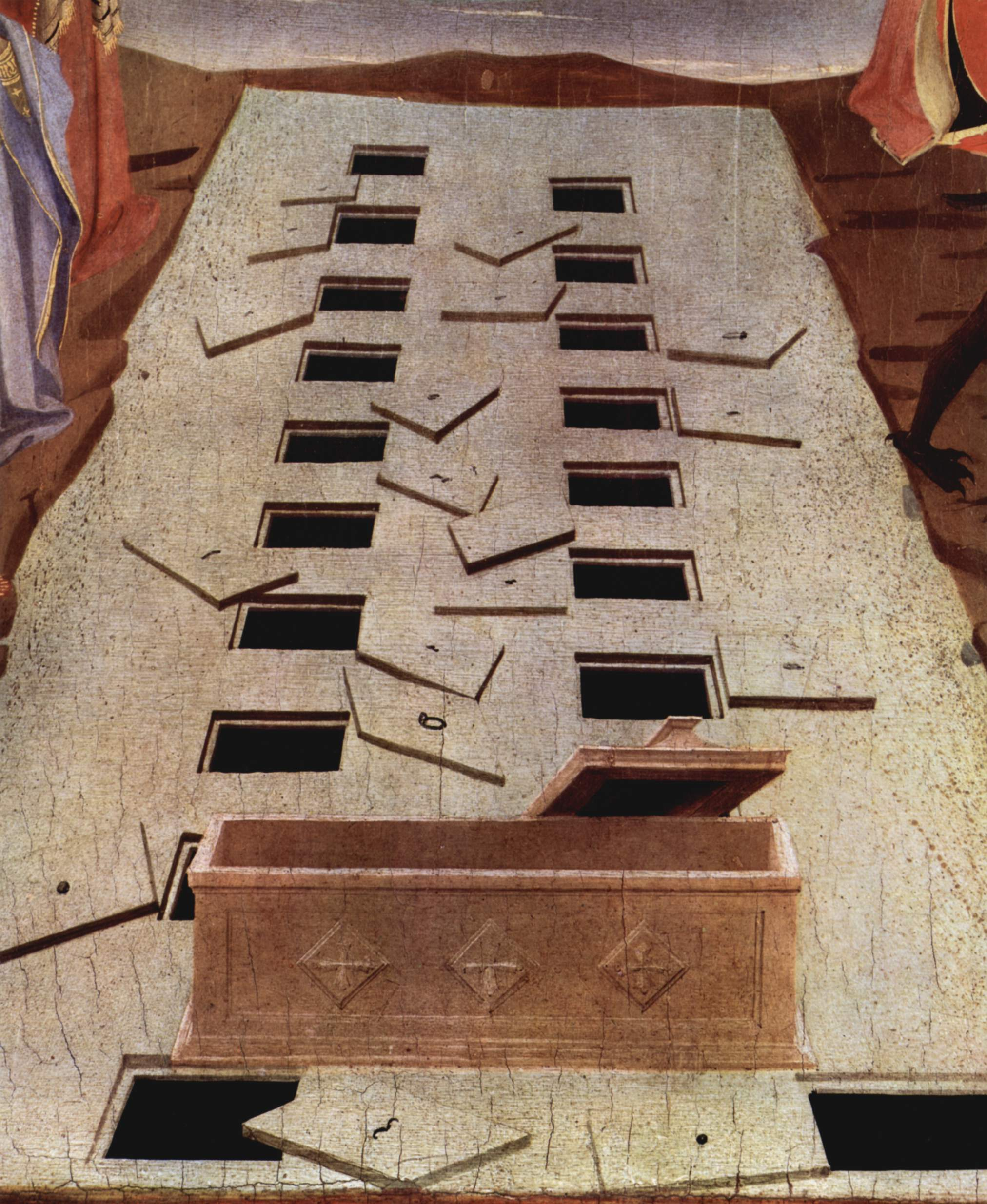
Detalle del Juicio final (c. 1432-1435)
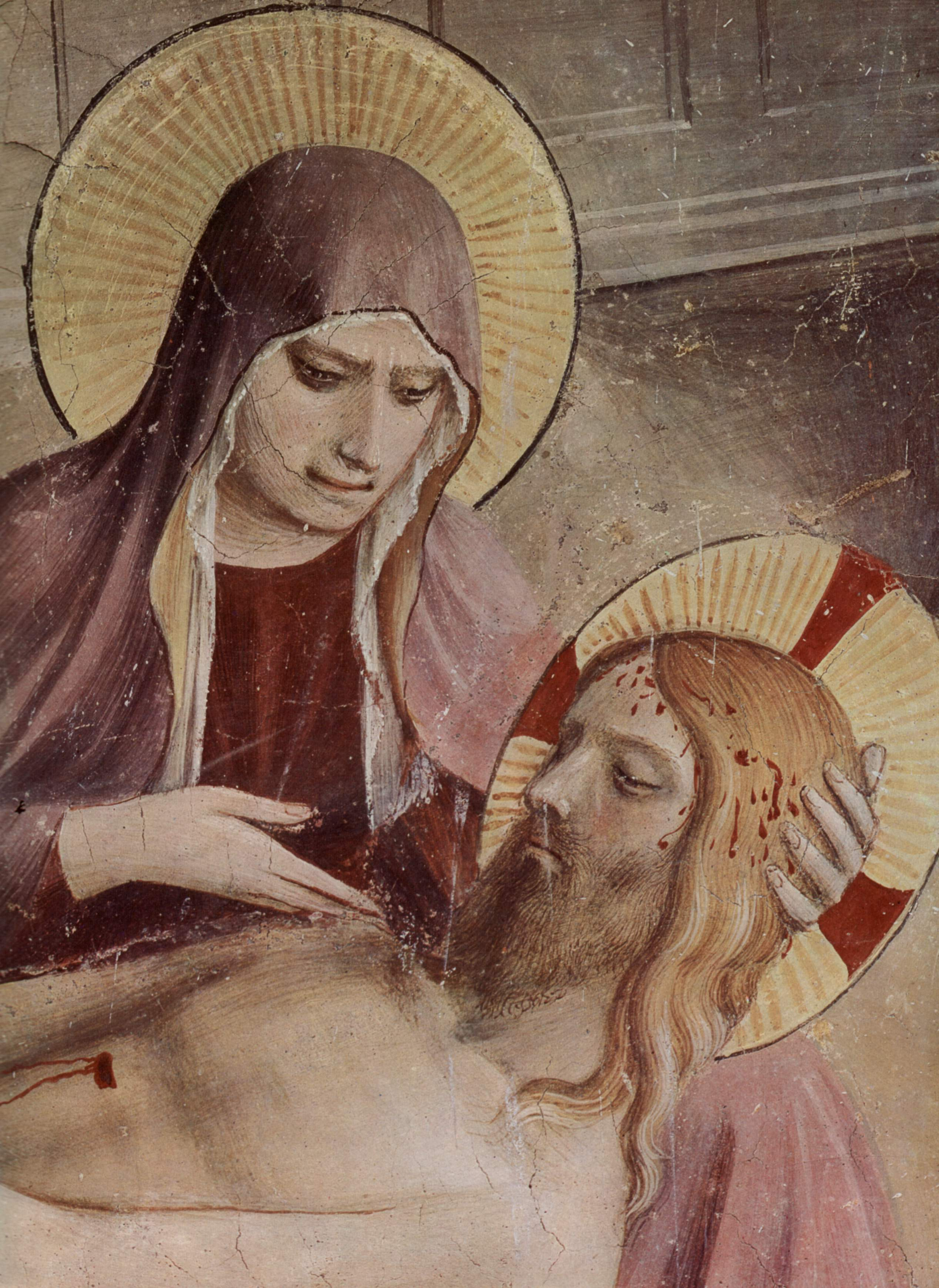
Detalle de La deposición (1437-1446)
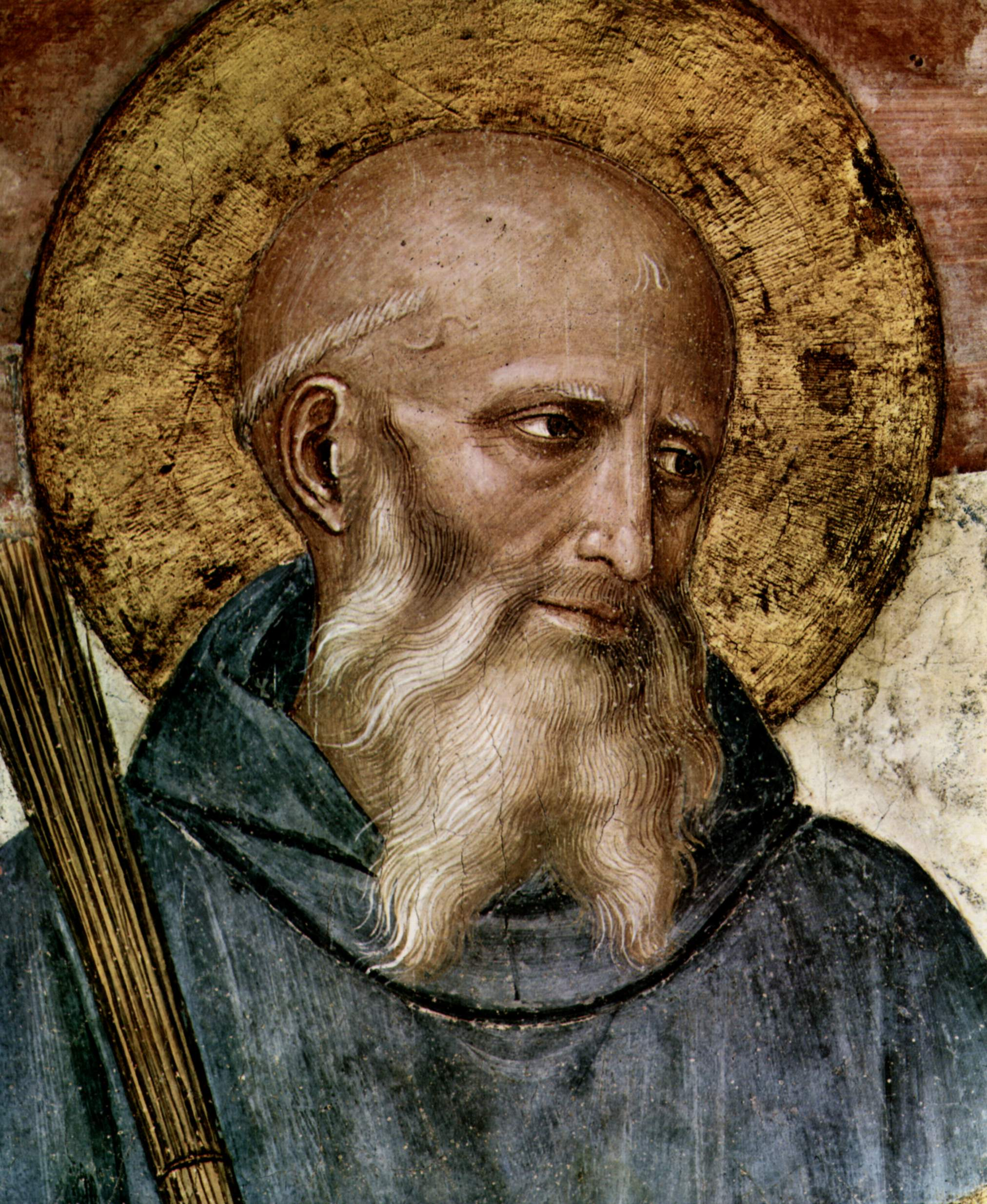
San Benito de Nursia (c. 1437-1446)